# おのみち映画資料館
おのみち映画資料館（おのみちえいがしりょうかん）は、広島県尾道市にある、尾道ゆかりの映画資料等を展示する博物館。目の前に尾道市役所があり、近くにおのみち歴史博物館がある。

## 概要
1998年（平成10年）の尾道市市制100周年、および翌1999年（平成11年）の西瀬戸自動車道（しまなみ海道）開通を機に推進された、「まちごと芸術・文化館構想」事業の一つ。かつて明治時代に尾道の海辺に軒を連ねた倉庫群の一つを改装し、2000年（平成12年）4月22日に開館した。入口に映写機が置いてある。
館内では尾道が舞台になった映画のロケ写真、約2万1千枚にものぼる上映当時の映画ポスターや100年前にフランスで初めて上映された劇場用映画の風景模型、昭和初期から最新のものまでの撮影機・映写機や8ミリフィルムなどが展示されている。特に小津安二郎「東京物語」や新藤兼人「裸の島」に関する資料等が多く展示されている。ちなみに、大林宣彦のものについては承認が得られていないため作品展示等はない。
その他に、20席ほどのミニシアターも備え、尾道ゆかり映画のダイジェスト版や最新映画の予告編を上映している。訪れる人々がくつろげるサロンや、映画の最新情報紹介やインターネット検索サービスもある。

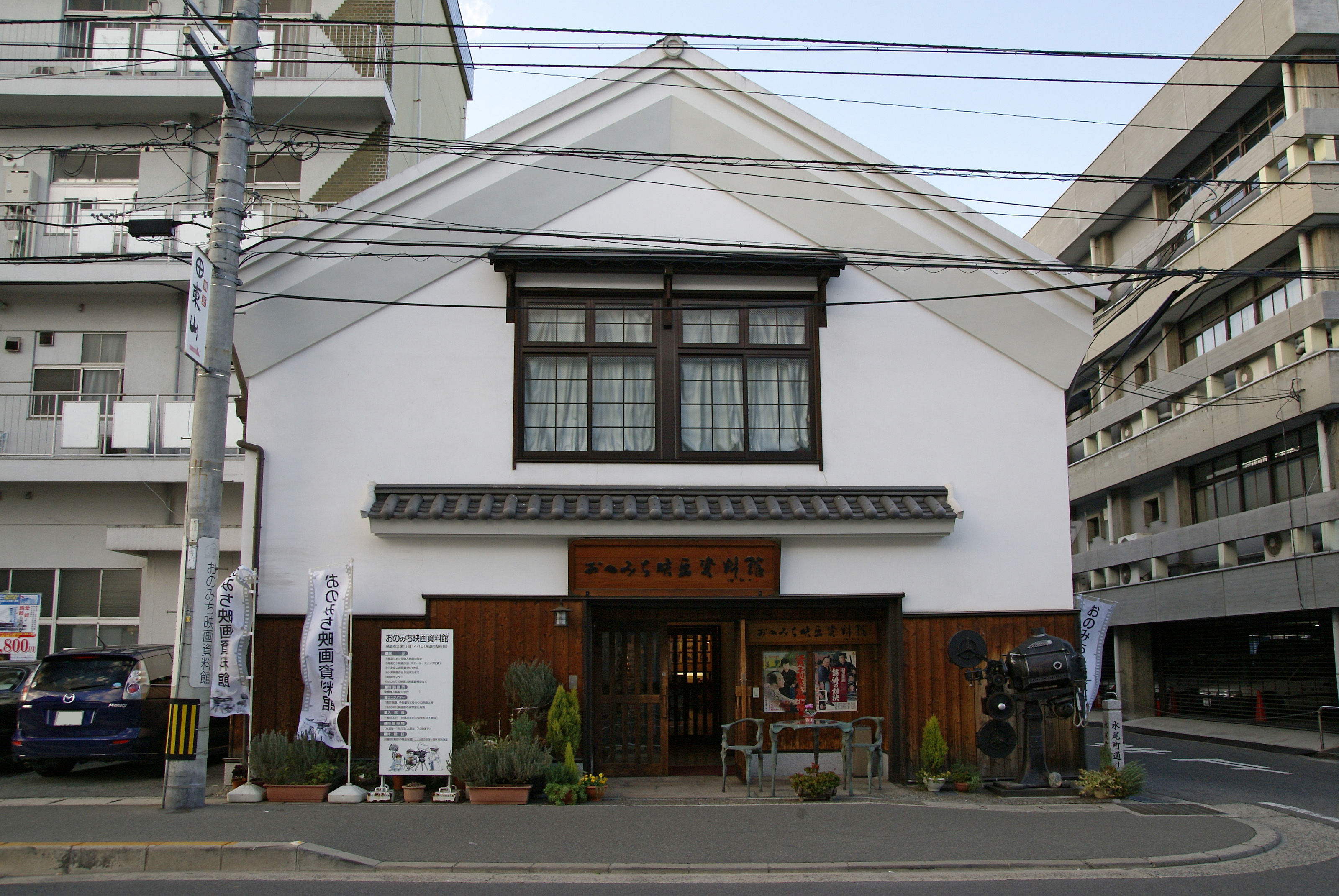
外観
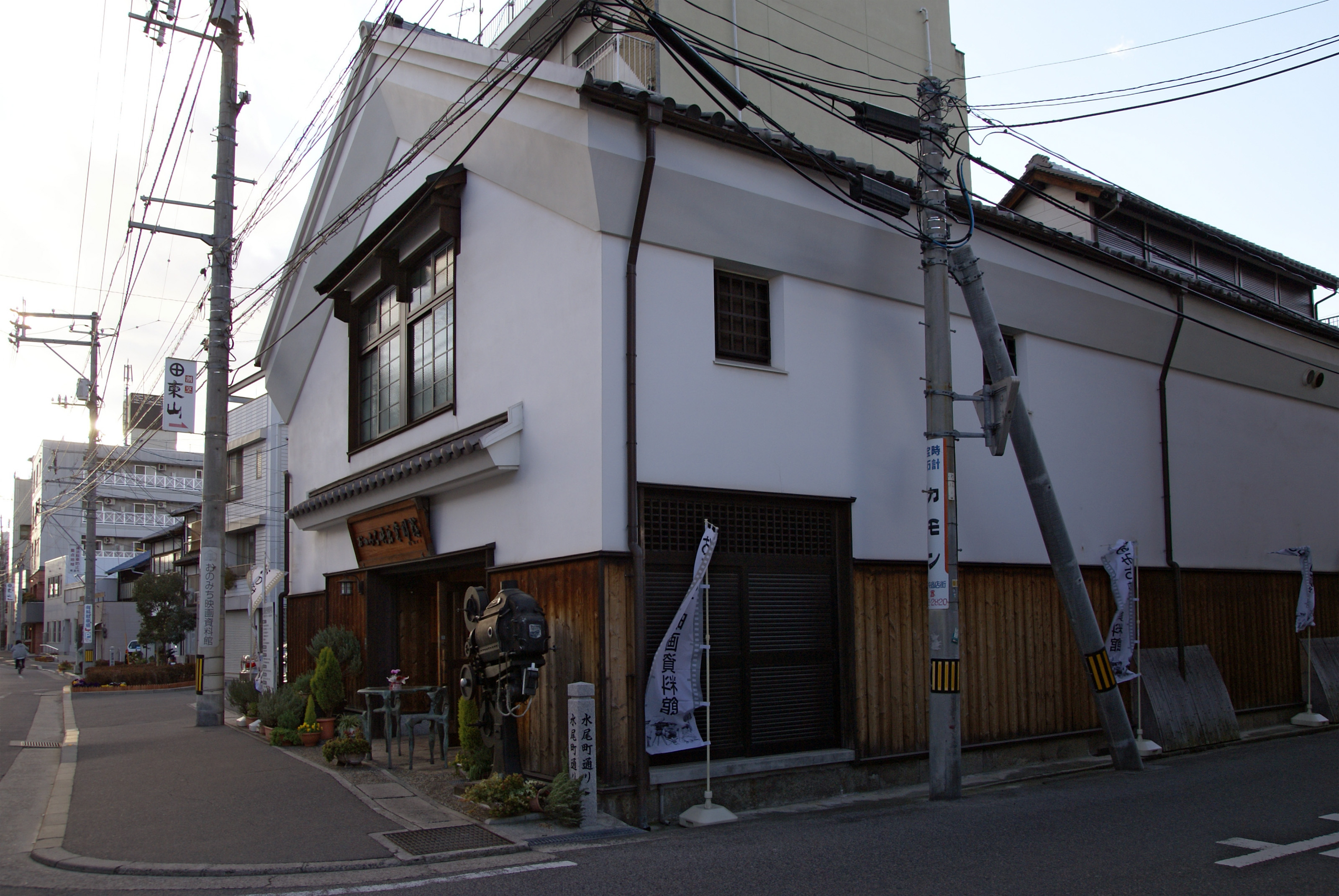
外観
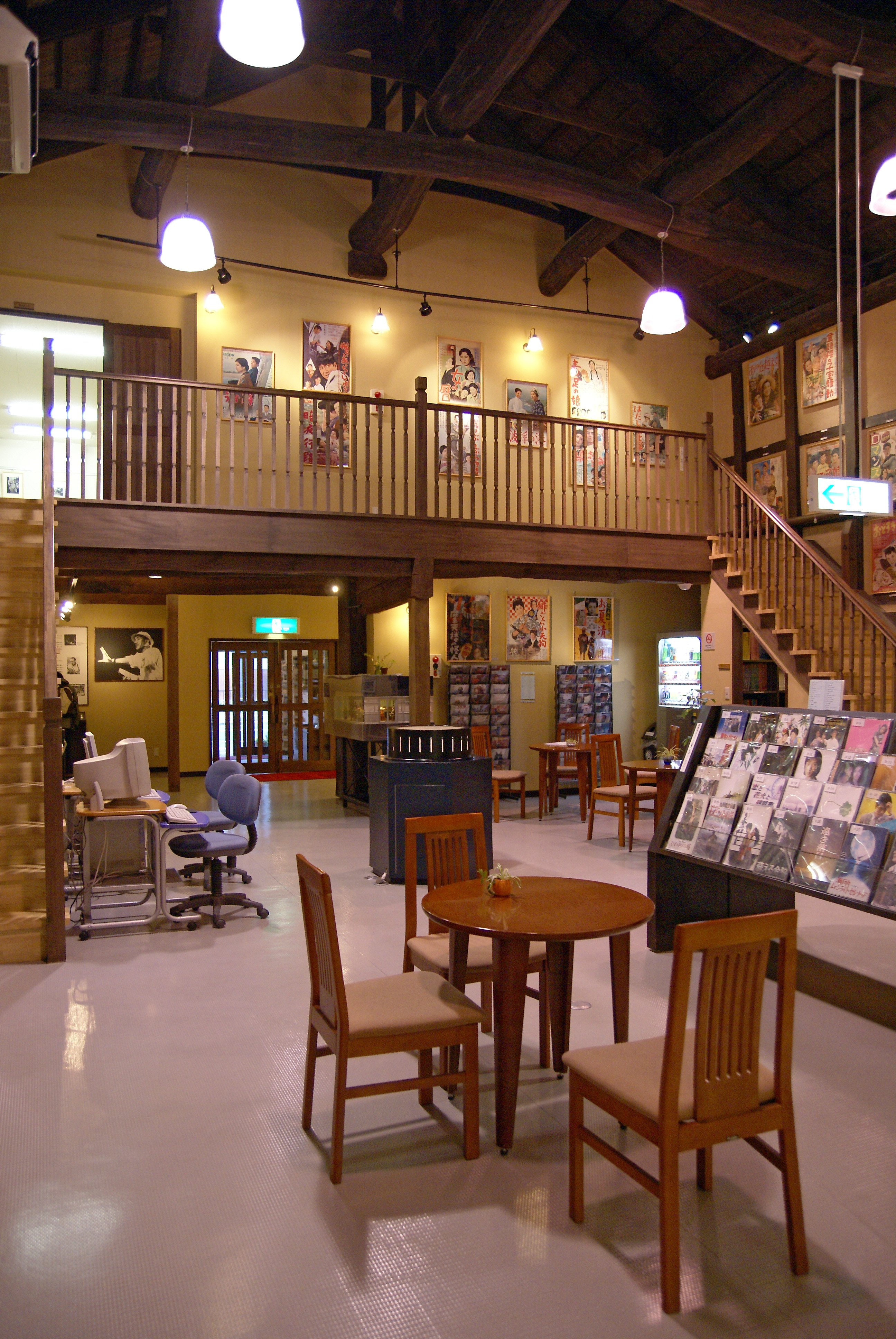
館内

## 所在地
広島県尾道市久保一丁目14-10（北緯34度24分34秒 東経133度12分18秒 / 北緯34.40944度 東経133.20500度）

## 交通
- JR尾道駅から
  - 徒歩15分
  - おのみちバス・中国バス「長江口」バス停下車、徒歩2分
  - レトロバス「市役所前」下車